# Canos de la Ribera

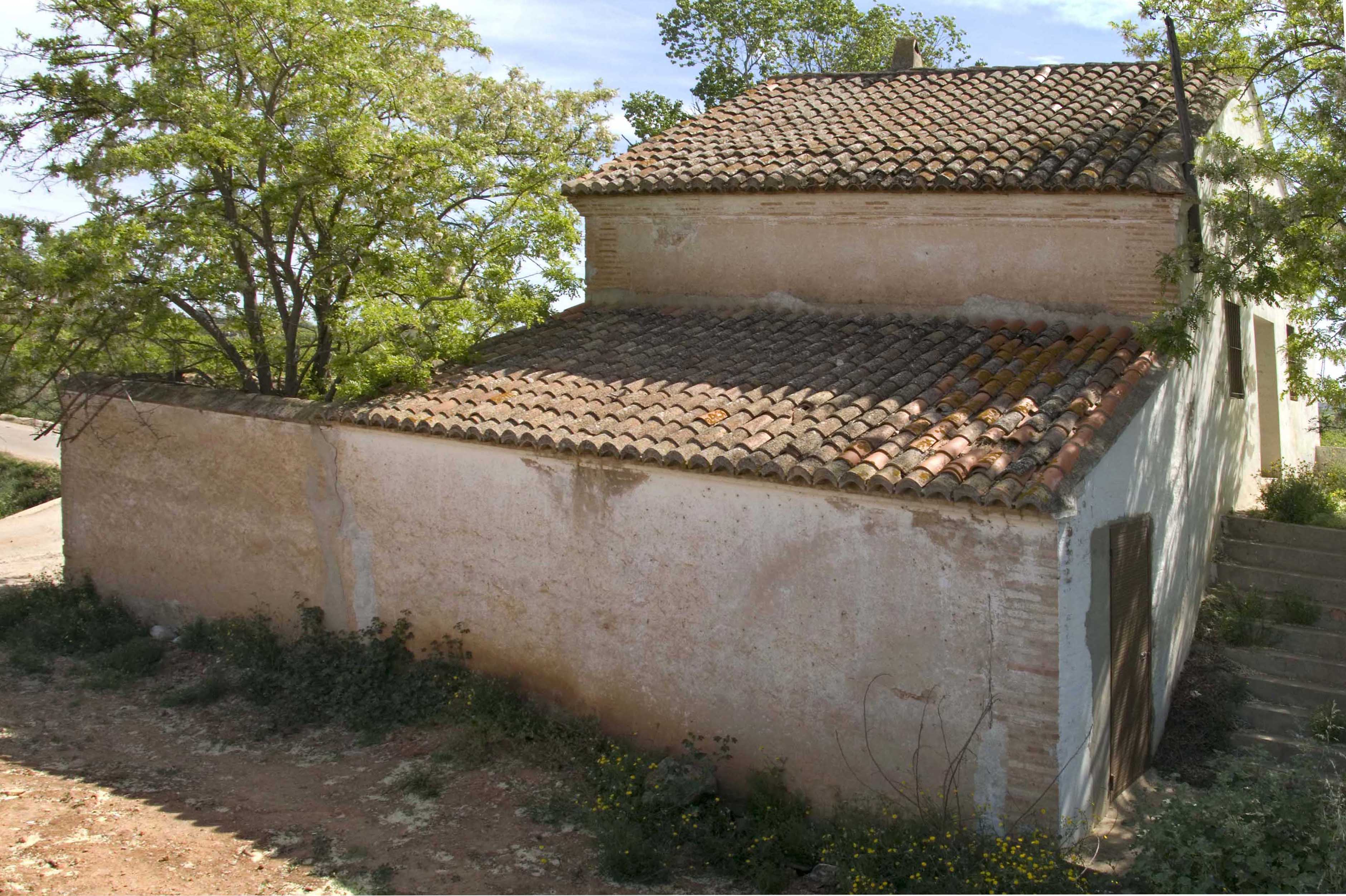
Edifici del Cano d'Alginet

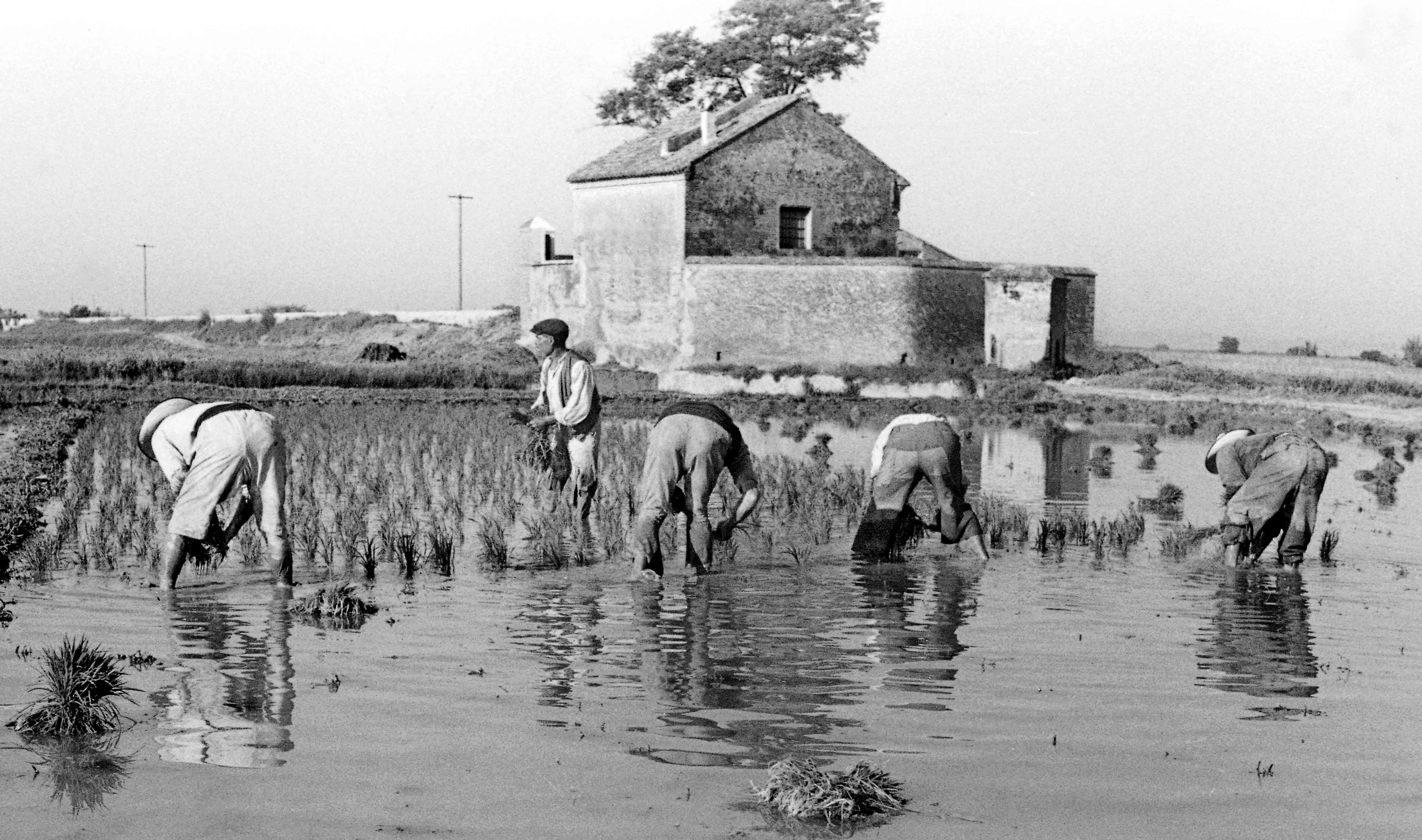
Plantant arròs al Cano, 1949

Un cano és un conducte subterrani d'aigua que passa per davall d'un camí o un barranc, com si fos un sifó. És un terme que s'utilitza en l'agricultura valenciana.
S'hi troben els següents canos importants a la Ribera: 
- El cano dels Algadins o d'Alginet, té 170 metres de longitud i passa per davall del barranc dels Algadins. Transporta 10m3/seg. d'aigua de la Séquia Reial del Xúquer.[2][3] Té una amplada de 3 metres i una alçada de 1'80 metres.[4]

- El cano de Guadassuar. És un sifó de la Séquia Reial del Xúquer construït al segle xv quan arriba la séquia al riu Magre, per tal de regar les terres d'Algemesí, que eren llavors del terme d'Alzira.[5][6]